# Поэты Малой Садовой

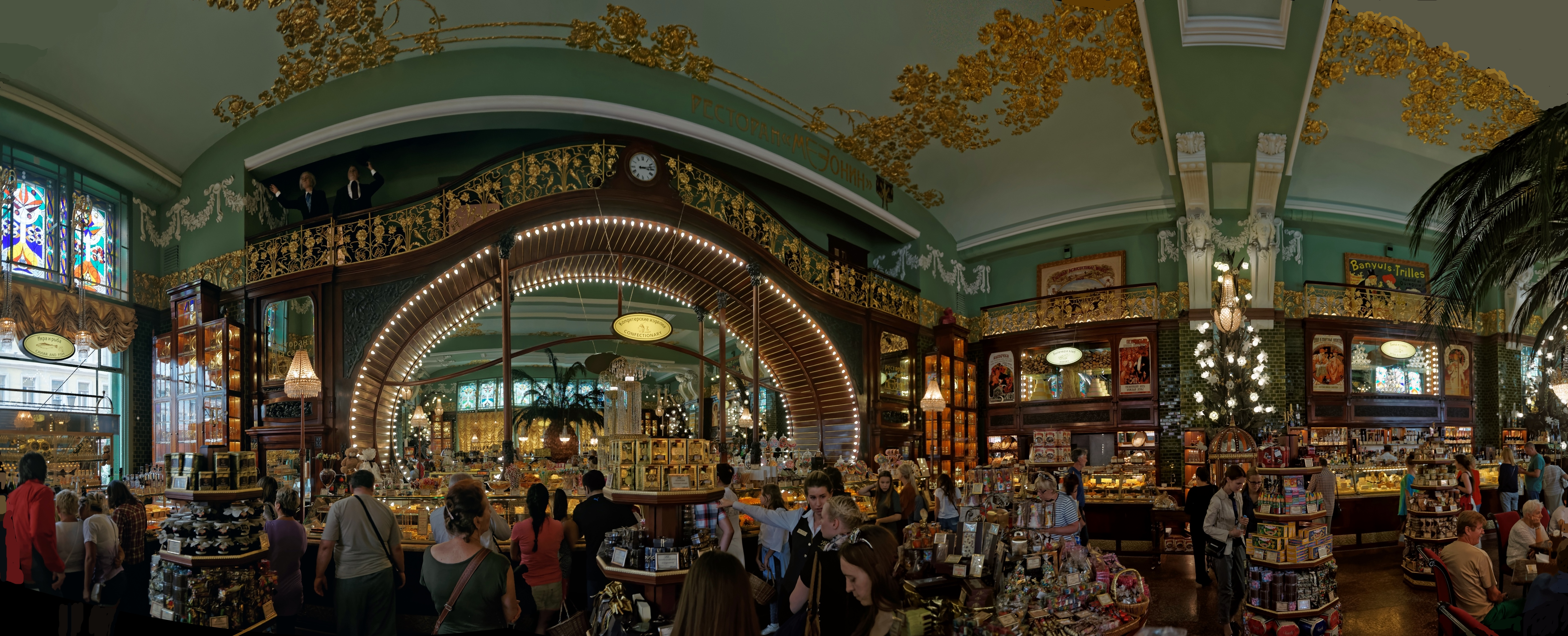
Современный интерьер Елисеевского гастронома

Поэты Малой Садовой — круг неофициальных литераторов в Ленинграде 1960-х и 1970-х годов. Названы так по углу Невского проспекта и Малой Садовой улицы, дом 8, где располагался отдел кулинарии Елисеевского гастронома — место литературных встреч. С середины 1970-х годов основным местом встреч стало кафе «Сайгон».
С 1964 года до середины 70-х годов кафетерий Елисеевского магазина играл, для молодых литераторов, избравших путь «внутренней эмиграции», роль, аналогичную парижским арт-кафе «Ротонда» и «Дом» для эмигрантов из России, составлявших художественную богему 30-х годов XX века. Здесь в непринужденной обстановке обсуждались литературные, религиозные, философские вопросы, — кафетерий стал неформальным клубом, местом встреч и формирования неофициальной литературной среды.
Сначала в этот круг представителей ленинградского андеграунда входили Владимир Эрль, Дмитрий Макринов, Александр Миронов, Тамара Буковская, Андрей Гайворонский, Роман Белоусов, Николай Николаев, поэт Евгений Вензель. В дальнейшем завсегдатаями кафетерия стали Михаил Юпп, Евгений Звягин, братья Борис и Николай Аксельроды, братья Вадим и Сергей Танчики, Борис Немтинов, фотографы Борис Кудряков и Борис Смелов.
Посещали собрания на Малой Садовой Леонид Аронзон, Виктор Кривулин, Константин Кузьминский, Борис Куприянов, Виктор Ширали и многие другие. По разным оценкам, число знакомых по встречам на Малой Садовой достигало двести-триста человек. Изредка бывал на них Иосиф Бродский.
Константин Кузьминский позднесоветское время (начиная с 1960-х) назвал «кафейным периодом русской литературы». Происходила сегрегация официальных, признанных властью, публикуемых и неподцензурных в СССР авторов; на Малой Садовой литераторы интегрировались на условиях, отличных от объединений собственно советских писателей.

«Малая Садовая — это был реальный мир в мире придуманном, изобретённом. Вспомните, как мы проходили мимо Гостиного двора, где висели портреты вождей, и сворачивали на тихую Малую Садовую, и после этого помпезного ада вдруг оказывались в мире простой человеческой реальности. Мы не были диссидентами. Мы не были политической фрондой. Просто мы жили своей жизнью»,— констатировал один из поэтов Малой Садовой, Андрей Гайворонский.
В целом поэты Малой Садовой публичных выступлений почти не проводили, однако известны два творческих вечера — в Педагогическом институте им. А. И. Герцена и в Высшем художественно-промышленном училище им. В. И. Мухиной. Весной 1965 был подготовлен самиздатский альманах «Fioretti».
Осенью 1966 от круга поэтов Малой Садовой отделилась литературная группа хеленкутов.